# Demkó Attila

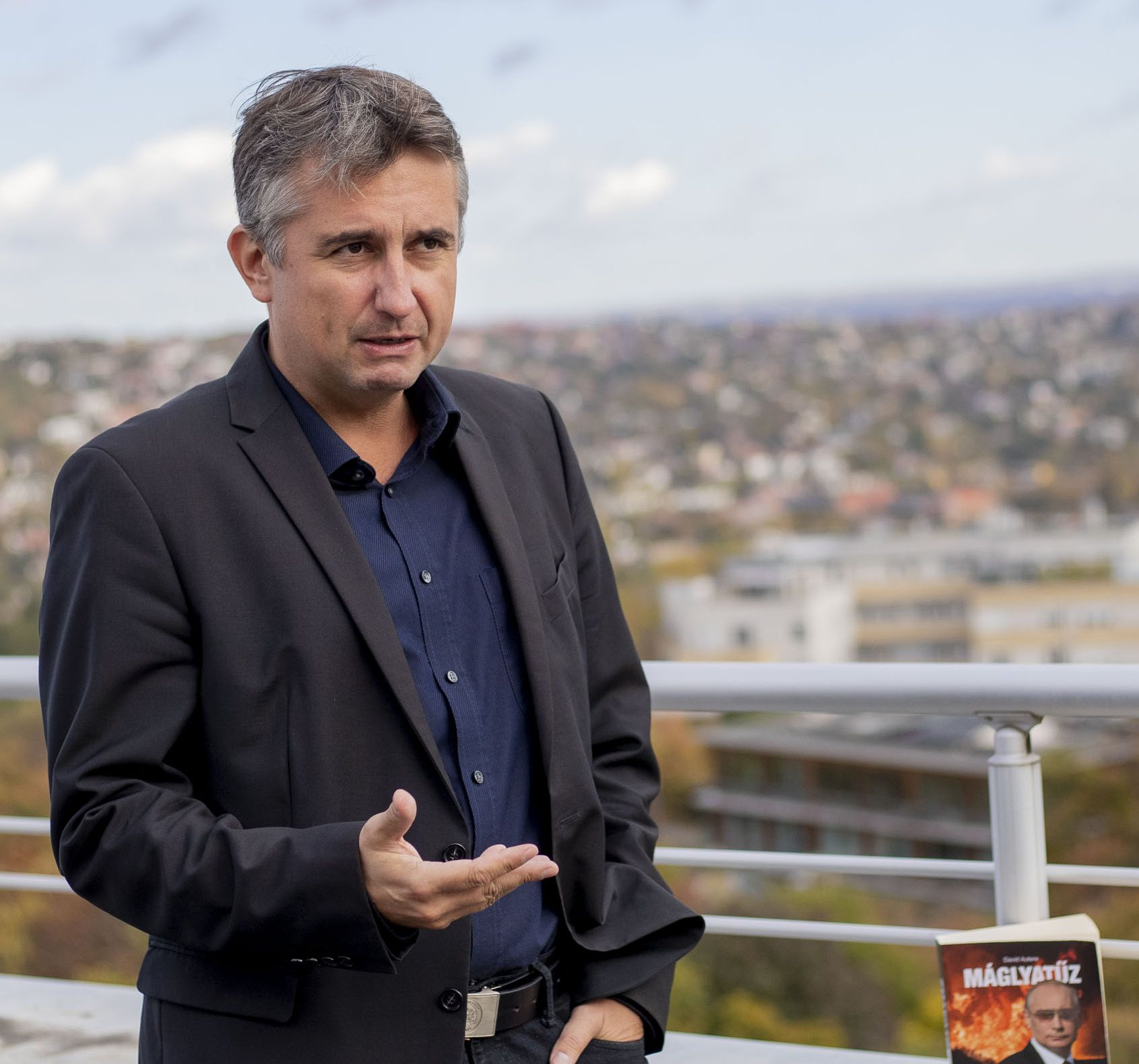
Demkó Attila 2018-ban

Demkó Attila (Budapest, 1976. július 31.) író (David Autere néven), biztonságpolitikai szakértő.

## Pályája

### Tanulmányai
A budapesti Eötvös Loránd Tudományegyetemen szerzett diplomát történelem és politikaelmélet szakon. A Manfred Wörner Alapítvány képzésén (1998–1999) és Genfi Biztonságpolitikai Központban (Geneva Centre for Security Policy, 2004–2005) tanult biztonságpolitikát. 2008-ban az ELTE Történelemtudományi Doktori Iskolájában védte meg az ír kisebbségi nemzetstratégiákról és az Ír Köztársasági Hadseregről írt doktori disszertációját. .

### A biztonságpolitikában
A biztonságpolitika területén közel két évtizedet dolgozott először a Miniszterelnöki Kabinet Kül- és Biztonságpolitikai Államtitkárságán (1999–2002), majd a Honvédelmi Minisztériumban (2002–2018). 
2014 és 2018 között négy éven át vezette a Honvédelmi Minisztérium Védelempolitikai Főosztályát. 2012–2014 között Brüsszelben dolgozott diplomataként, a Védelempolitikai Szekció vezetőjeként Magyarország NATO képviseletén. 2010–2012 között a HM Védelmi Tervezési Főosztályát vezette. 2002–2010 között a Balkánnal, Irakkal és Afganisztánnal foglalkozott a Védelempolitikai Főosztályon. Karrierje során bejárta a világ legfontosabb válságzónáit, köztük Ukrajnát, a Balkánt, Afganisztánt és Irakot. Számos cikk és tanulmány szerzője a nemzeti kisebbségi konfliktusok, Románia, Oroszország, Ukrajna, Moldova és a délszláv háborúk témakörében.

### Íróként
2018-ban jelent meg a Reakció Kiadó gondozásában Máglyatűz című könyve, ami bestseller lett Magyarországon, 2019 végéig három kiadást élt meg, és továbbra is a legnépszerűbb könyvek között maradt kategóriájában, kritikai és olvasói fogadtatása jórészt pozitív volt.
A The Fury of the Tsar című regényt, a Máglyatűz angol nyelvű adaptációját a 2019-es frankfurti könyvvásáron mutatta be a szerző és a Reakció Kiadó a nemzetközi közönségnek.
A trianoni béke századik évfordulójára jelent meg Gyulai Györggyel közösen írott könyve Napról Napra Trianon címen.

Rendszeresen publikál a Mandiner hetilapban.